# Sielsowiet Barawaja Buda
Sielsowiet Barawaja Buda (biał. Баравабудскі сельсавет, Barawabudski sielsawiet; ros. Боровобудский сельсовет) – sielsowiet na Białorusi, w obwodzie homelskim, w rejonie kormańskim, z siedzibą w Barawej Budzie.
Do 2009 sielsowiet Strukaczou (biał. Струкачоўскі сельсавет; ros. Струкачевский сельсовет). W tym roku przeniesiono siedzibę władz sielsowietu do Barawej Budy i zmieniono jego nazwę.

## Demografia
Według spisu z 2009 sielsowiet Strukaczou zamieszkiwało 813 osób, w tym 809 Białorusinów (99,51%) i 4 Rosjan (0,49%).

## Geografia i transport
Sielsowiet położony jest w zachodniej części rejonu kormańskiego i na południowy zachód od stolicy rejonu Kormy.
Przez sielsowiet przebiegają jedynie drogi lokalne.

## Miejscowości
- agromiasteczko:
  - Barawaja Buda
- wsie:
  - Haradok
  - Lesawaja Buda
  - Strukaczou
  - Szałamieja
  - Szerachauskaja Buda
- osiedla:
  - Kołasawa
  - Prauda